# Рамона (Оклахома)
Рамона (англ. Ramona) — місто (англ. town) в США, в окрузі Вашингтон штату Оклахома. Населення — 524 особи (2020).

## Географія
Рамона розташована за координатами 36°31′56″ пн. ш. 95°55′33″ зх. д. / 36.53222° пн. ш. 95.92583° зх. д. (36.532176, -95.925821).  За даними Бюро перепису населення США в 2010 році місто мало площу 1,96 км², уся площа — суходіл.

## Демографія
Згідно з переписом 2010 року, у місті мешкало 535 осіб у 220 домогосподарствах у складі 142 родин. Густота населення становила 273 особи/км².  Було 251 помешкання (128/км²).
Расовий склад населення:
| - 78,1 % — білих - 13,5 % — корінних американців - 0,9 % — чорних або афроамериканців - 0,2 % — азіатів |

До двох чи більше рас належало 7,1 %. Частка іспаномовних становила 2,2 % від усіх жителів.
За віковим діапазоном населення розподілялося таким чином: 26,4 % — особи молодші 18 років, 58,6 % — особи у віці 18—64 років, 15,0 % — особи у віці 65 років та старші. Медіана віку мешканця становила 39,0 року. На 100 осіб жіночої статі у місті припадало 93,1 чоловіків;  на 100 жінок у віці від 18 років та старших — 86,7 чоловіків також старших 18 років.
Середній дохід на одне домашнє господарство  становив 41 460 доларів США (медіана — 33 929), а середній дохід на одну сім'ю — 50 175 доларів (медіана — 43 977). За межею бідності перебувало 25,3 % осіб, у тому числі 35,8 % дітей у віці до 18 років та 17,4 % осіб у віці 65 років та старших.
Цивільне працевлаштоване населення становило 179 осіб. Основні галузі зайнятості: освіта, охорона здоров'я та соціальна допомога — 21,2 %, роздрібна торгівля — 16,8 %, виробництво — 16,8 %.